# Daihatsu Leeza Spider
El Daihatsu Leeza Spider (ダイハツ・リーザスパイダー, Daihatsu Riiza Supaidā) fou un automòbil lleuger o kei car produït pel fabricant d'automòbils japonés Daihatsu. Es tractà d'un cabriolet-spider biplaça basat en el Daihatsu Leeza, el coupé kei de la marca. El seu successor com a cabriolet a la gama, el Daihatsu Copen, no arribà fins a l'any 2002.
Els orígens del model es troben al Saló de l'Automòbil de Tòquio de 1989, on Daihatsu presentà un prototip biplaça anomenat "Leeza Spider". Finalment, al novembre de l'any 1991 es començà a comercialitzar l'"Spider" amb una motorització idèntica a la del Leeza 660, que havia estrenat motor l'any 1990 degut a les noves lleis relatives als kei car. El Leeza Spider equipava de sèrie la tapisseria interior en cuir. El model equipava una única motorització tricilíndrica de 659 centímetres cúbics 64 cavalls (la potència màxima permesa als kei) amb turbocompressor.
El mateix 1991 van eixir al mercat els dos principals competidors del Leeza Spider: el Suzuki Cappuccino i el Honda Beat, ambdós descapotables esportius i kei. El mateix any, al Saló de l'Automòbil de Tòquio es presentà un altre prototip spider anomenat FX-228. El Leeza Spider, ja notablement desfassat front els seus rivals (es basava en un model de 1986) va deixar de produir-se l'agost de 1993.